# نگوین دان کی
نگوین دان کی (انگلیسی: Nguyễn Đan Quế؛ زادهٔ ۱۳ آوریل ۱۹۴۲) متخصص غدد درون‌ریز و متابولیسم اهل ویتنام است. حامی دموکراسی و کنشگری در هوشی‌مین (شهر). او از سال ۱۹۷۸–۱۹۸۸ و از ۱۹۹۰–۱۹۹۸ و ۲۰۰۳–۲۰۰۵ و مدت کوتاهی در سال ۲۰۱۱ به دلیل اتهام امنیت دولتی در ارتباط با فعالیت‌هایش زندان بوده‌است. نیویورک تایمز در سال ۲۰۰۳ وی را به عنوان معروف‌ترین مخالف ویتنام معرفی کرد.
وی همچنین برندهٔ جوایزی همچون جایزه حقوق بشر رابرت اف. کندی شده‌است.